# Saint-Martin-sur-Ocre (Yonne)
Saint-Martin-sur-Ocre is een plaats en voormalige gemeente in het Franse departement Yonne in de regio Bourgogne-Franche-Comté. De plaats maakt deel uit van het arrondissement Auxerre.

## Geschiedenis
De gemeente maakte deel uit van het kanton Aillant-sur-Tholon totdat dit op 22 maart 2015 werd opgeheven en de gemeenten werden opgenomen in het aangrenzende kanton Charny. Op 1 januari 2016 fuseerde Saint-Martin-sur-Ocre met de buurgemeente Saint-Aubin-Château-Neuf tot de commune nouvelle Le Val d'Ocre.

## Geografie
De oppervlakte van Saint-Martin-sur-Ocre bedraagt 4,9 km², de bevolkingsdichtheid is dus 11 inwoners per km².
De onderstaande kaart toont de ligging van Saint-Martin-sur-Ocre (Yonne) met de belangrijkste infrastructuur en aangrenzende gemeenten.

## Demografie
Onderstaande figuur toont het verloop van het inwonertal (bron: INSEE-tellingen).